# Veteran Avia
Veteran Avia LLC war eine armenische Frachtfluggesellschaft mit Sitz in Jerewan und Basis auf dem Flughafen Jerewan.

## Geschichte
Die Veteran Avia wurde 2010 in Armenien gegründet. Sie starteten ihren Service vom Flughafen Schardscha im Emirat Schardscha aus.

## Flotte
| Flugzeugtyp     | Anzahl | Luftfahrzeugkennzeichen                          | Anmerkungen |  |
| --------------- | ------ | ------------------------------------------------ | ----------- |  |
| Boeing 747-200  | 4      | EK-74723; EK-74798; EK-74799; AP-BIO             | [ 3 ]       |  |
| Iljuschin Il-76 | 5      | EK-76381; EK-76787; EK-76812; EK-76401; EK-76783 | [ 4 ]       |  |
| Gesamt          | 9      |                                                  |             |  |